# Trio Fontenay
Le Trio Fontenay est un trio avec piano de musique classique allemand, actif entre 1980 et 2006. Ils se sont produits dans le monde entier et ont enregistré une grande partie de l'important répertoire pour trio avec piano. 

## Formation
Le Trio Fontenay est formé à Hambourg en 1980. Les membres du trio sont Wolf Harden, au piano, Michael Mücke, au violon et Niklas Schmidt, au violoncelle.  « Fontenay » est un mot de vieux français signifiant « source » et « fantaisie » ; c'est également le nom d'une rue près du Conservatoire de Hambourg où se trouve une salle où l'ensemble s'est initialement rencontré pour répéter leur premier concert. L'influence la plus importante sur les interprétations de l'ensemble, provient de leur participation aux classes du Beaux Arts Trio à Lucerne et du Quatuor Amadeus, à Cologne,,.

## Carrière de concert
Dans les années 1980, ils développent rapidement une activé de concerts, notamment des apparitions régulières dans les grandes salles de concert et festivals en Europe. En 1986, ils font leurs débuts américains. Ensuite, le trio visite l'Amérique du Nord et l'Amérique du Sud, l'Australie et l'Extrême-Orient. Pendant un temps l'ensemble est nommé « trio en résidence » au Théâtre du Châtelet et basé à Paris. Lors de la saison 1995–1996, ils interprètent un cycle consacré à l'intégrale Beethoven au Théâtre du Chatelet, au Wigmore Hall de Londres, au Schauspielhaus de Berlin, au Concertgebouw d'Amsterdam, à Hambourg, Munich et Cologne. L'enregistrement de ces œuvres, reçoit en 1994, le prix de la critique de disque allemande (Preis der deutschen Schallplattenkritik). En 1998, le violoncelliste Niklas Schmidt est remplacé par Jens-Peter Maintz. Les musiciens décident de dissoudre le Trio Fontenay, en février 2006.

## Discographie
L'ensemble a enregistré la musique de Beethoven, Brahms, Debussy, Dvorak, Fauré, Haydn, Ives, Mendelssohn, Messiaen, Mozart, Rachmaninov, Ravel, Roslavets, Schubert, Schumann et Turina pour les labels Teldec, Denon, EMI, Philips et K&K Verlagsanstalt. Les enregistrements listés ici ont été réalisés avec le violoncelliste Niklas Schmidt, à moins d'indication contraire et sont listés dans l'ordre chronologique.
- Mendelssohn, Trio avec piano n° 1 en ré mineur, op. 49 et Rachmaninov, Trio élégiaque n° 2 en ré mineur, op. 9 ((Denon CO-1971)[6]
- Brahms, Trio pour piano n° 3 en do mineur, op. 101 et Dvorak, Trio avec piano n° 3 en fa mineur, B130 ((1989, Teldec/ASV 8 43921)[7]
- Schubert, Trio avec piano n° 1  en si-bémol majeur, D898, Trio avec piano n° 2  en mi-bémol majeur, D929, Trio pour piano en si-bémol majeur (Sonate en un mouvement), D 28, Notturno  en mi-bémol majeur, D897 (2CD Deutsche Harmonia Mundi/EMI CDS7 49041-8)[8]
- Brahms, Trio pour piano n° 2  en ut majeur, op. 87 et Dvořák, Trio avec piano n° 1 en si-bémol majeur, B51 (1992, Teldec/ASV 244 177-2)[9]
- Mendelssohn, Trio avec piano n° 1  en ré mineur, op. 49 ; Trio avec Piano n° 2  en ut mineur, op. 66 (1992, Teldec 2292-44947-2)[10]
- Mozart, Trios pour piano K. 496, 502, 548, 564, Divertimento en si-bémol majeur, K. 254 (1991, 2CD Teldec/Warner Classics 2292-46439-2)[11]
- Brahms, Trio pour piano n° 1 en si majeur, op. 8 et Ives, Trio pour piano (1992, Teldec 2292-44924-2)
- Brahms, Trio pour piano en la majeur, op. posth. et Schumann, Trio avec piano n° 1 en ré mineur, op. 63 (1992, Teldec 2292-44927-2)[12]
- Brahms, Trio pour piano n° 1, op. 8 ; Trio n° 2, op. 87 ; Trio n° 3, op. 101 ; Trio en la majeur, op. posth. (1992, 2CD Teldec 9031-76036-2)[13]
- Ravel, Trio avec piano, Debussy, Premier trio en sol majeur et Fauré, Trio pour piano en ré mineur, op. 120 (1992, Teldec 2292-44937-2)[14]
- Messiaen, Quatuor pour la fin du temps - Avec Eduard Brunner, clarinette (1993, Teldec 9031-73239-2 / 0927-48749-2)[15]
- Dvořák, Trio avec piano n° 1, op. 21, B51 ; Trio n° 3, op. 65, B130 ; Trio n° 4, op. 90, B166 ; Trio n° 2, op. 26, B56 (1993, 2CD Teldec 9031-76458-2 : n° 1 Teldec/ASV 244 177-2 ; n° 3 Teldec/ASV 8 43921)
- Beethoven, Trio n° 1, op. 1 n° 1 en mi-bémol majeur ; Trio n° 2, op. 1 n° 2 en sol majeur ; Trio n° 3, op. 1 n° 3 en ut mineur ; Trio n° 4, op. 11 en si-bémol majeur ; Trio n° 5, op. 70 n° 1 en ré majeur, « Les Esprits » ; Trio n° 6, op. 70 n° 2 en mi-bémol majeur Trio n° 7, op. 97 en si-bémol majeur « À l'Archiduc »  ; Trio avec piano n° 10, op. 44 en mi-bémol majeur (thème et 14 variations) ; Trio avec piano n° 11, op. 121 : Variations sur « Ich bin der Schneider Kakadu » (1994, 3CD Teldec 9031-73281-2)[16]
- Beethoven, Triple Concerto, en ut majeur, op. 56 - Philharmonia Orchestra, dir. Eliahu Inbal (mai 1990, Teldec 4509-97447-2) Complément : Trio pour piano n° 5 « des Esprits » cité plus haut.
- Schumann, Trio n° 2 en fa majeur, op. 80 ; Trio n° 3 en sol mineur, op. 110 (1995, Teldec 4509-90864-2)[17]
- Schubert, Trio n° 1 en si-bémol majeur, D 898 ; Trio en si-bémol majeur (Sonate en un mouvement), D 28 ; Trio n° 2  en mi-bémol majeur, D 929 ; Notturno en mi-bémol majeur, D 897 (juin et novembre 1994, janvier 1995, 2CD Teldec 4509-94558-2)[18]
- Beethoven, Scottish Songs, op. 108 ; Chansons Irlandaises, WoO 152, 153, 154 et 155 - Avec Wolfgang Holzmair, baryton (1998, Philips 784 442-2)[19]
- Haydn, Trio avec piano n° 32, Hob.XV:18, en la majeur ; Trio avec piano n° 35, Hob.XV:21, en ut majeur ; Trio avec piano n° 39 , Hob.XV:25, en sol majeur, « trio bohêmien » ; Trio avec piano n° 42, Hob. XV:30 en mi bémol majeur, (Teldec 0630-15857-2)[20]
- Roslavets, Trio avec piano n° 2 (1920), n° 3 (1921), n° 4 (1921) - Jens-Peter Maintz, violoncelle (janvier/août 2000, Warner Apex 2564 69324-4)
- Turina, Trio avec piano n° 1, op. 35 et Beethoven, Trio avec piano n° 6, op. 70 n° 2 en mi-bémol majeur - Jens-Peter Maintz, violoncelle (Concert, Abbaye de Maulbronn, juin 2002, K&K Verlagsanstalt KuK 84)

## Vidéo
- Mozart, Trio avec piano en si-bémol majeur, K. 502
- Henze, Kammersonate (1948 ; rév; 1963)
- Brahms, Trio avec piano n° 2 en ut majeur, op. 87 (Concert Bad Kissingen, Weißen Saal, été 1988, DVD Pioneer Classics PC-11546D[21]